# Robert Jacks
Robert Nick Jacks (Monterey, 9 agosto 1959 – Austin, 8 agosto 2001) è stato un attore e compositore statunitense.
Viene ricordato principalmente per la sua grande amicizia con l'attore Viggo Mortensen.

## Biografia
Iniziò la sua carriera nella pellicola cinematografica Scary Movie interpretando Rowdy. Nel 1991 fu l'oste nel lungometraggio Slacker. Nel 1994 arrivò il suo più grande successo per aver interpretato Leatherface in Non aprite quella porta IV (1994). È stato del medesimo film anche il compositore della canzone dei titoli di testa (Der Einzingerweg). 
Morì l'8 agosto 2001, il giorno prima del suo quarantaduesimo compleanno per un aneurisma dell'aorta addominale.